# Abbie Taddeo
Abbie Taddeo (* 8. Februar 1994) ist eine australische Hürdenläuferin, die sich auf den 100-Meter-Hürdenlauf spezialisiert hat.

## Sportliche Laufbahn
Erste internationale Erfahrungen sammelte Abbie Taddeo bei den Commonwealth Youth Games 2011 in Douglas, bei denen sie in 13,72 Sekunden die Silbermedaille gewann. Im Jahr darauf nahm sie an den Juniorenweltmeisterschaften in Barcelona teil und schied dort mit 14,05 s in der ersten Runde aus. Bei den IAAF World Relays 2015 auf den Bahamas belegte sie mit der australischen 4-mal-100-Meter-Staffel im B-Finale in 45,70 s den achten Platz. Im Juli wurde sie bei der Sommer-Universiade in Gwangju in 13,42 s Achte. Auch vier Jahre später belegte sie bei den Studentenweltspielen in Neapel in 13,68 s den achten Platz und gewann mit der australischen Stafette in 43,97 s die Silbermedaille hinter der Schweiz.
2018 und 2019 wurde Taddeo australische Meisterin in der 4-mal-100-Meter-Staffel.

## Persönliche Bestleistungen
- 100 m Hürden: 13,27 s (0,0 m/s), 7. April 2019 in Sydney